# Uganda i olympiska sommarspelen 1984
Uganda deltog i de olympiska sommarspelen 1984 med en trupp bestående av 26 deltagare, men ingen av landets deltagare erövrade någon medalj.

## Boxning
Lätt flugvikt
- William Bagonza
  - Första omgången — Besegrade Abbas Zaghayer (Irak), RSC-2
  - Andra omgången — Förlorade mot Paul Gonzales (USA), 0:5

Flugvikt
- John Kakooza
  - Första omgången — Förlorade mot Fausto Garcia (Mexiko), 0:5

## Cykling
Herrarnas linjelopp
- Muharud Mukasa — fullföljde inte (→ ingen placering)
- Ernast Buule — fullföljde inte (→ ingen placering)

Herrarnas tempolopp
- Muharud Mukasa — NP (→ ingen placering)

## Friidrott
Herrarnas 100 meter
- Charles Mbazira

Herrarnas 200 meter
- John Goville

Herrarnas 400 meter
- Mike Okot
  - Heat — 46,68 (→ gick inte vidare)

- Moses Kyeswa
  - Heat — 46,78 (→ gick inte vidare)

Herrarnas 400 meter häck
- Peter Rwamuhanda

Herrarnas 4 x 400 meter stafett
- John Goville, Moses Kyeswa, Peter Rwamuhanda och Mike Okot

Herrarnas maraton
- Vincent Ruguga — 2:17:54 (→ 29:e plats)
- Wilaon Achia — fullföljde inte (→ ingen placering)

Herrarnas spjutkastning
- Justin Arop
  - Kval — 68,76m (→ gick inte vidare, 27:e plats)

Damernas 800 meter
- Evelyn Adiru

Damernas 400 meter häck
- Ruth Kyalisima
  - Heat — 57,38
  - Semifinal — 57,02 (→ gick inte vidare)